# Хмельницький обласний еколого-натуралістичний центр учнівської молоді

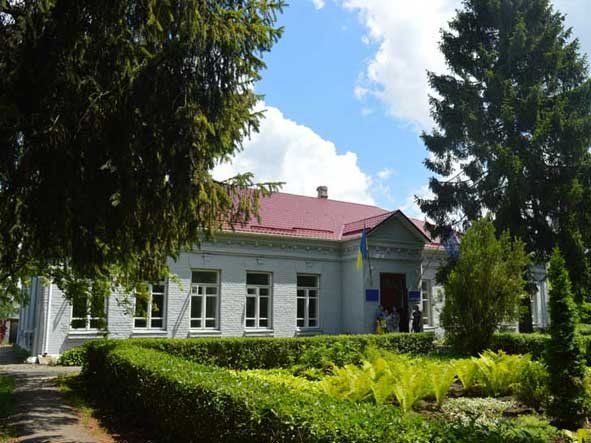
Головний корпус центру

Хмельницький обласний еколого-натуралістичний центр учнівської молоді - створений 19 серпня 1992 року на базі обласної станції юннатів, яка діяла в місті Проскурові (Хмельницький) з 1 серпня 1952 року.

## Загальний опис
За часів СРСР гуртки юннатів Хмельницької станції юннатів неодноразово нагороджувались медалями ВДНГ. Так, у 1968 році Хмельницька станція юннатів була переможцем Всесоюзного огляду позашкільних закладів СРСР, в 1969 році - переможець Республіканського конкурсу на найкращу дослідницьку роботу з біології і сільського господарства.
Нині щорічно ХОЕНЦУМ організовує на своїй базі 40 юннатівських гуртків та 20 гуртків - на базі найкращих сільських шкіл області під керівництвом педагогів-ентузіастів, якими охоплює від 900 до 1000 дітей. 
Сьогодні Хмельницький обласний еколого-натуралістичний центр учнівської молоді координує діяльність Дунаєвецької районної станції юних натуралістів, Кам’янець-Подільського міського еколого-натуралістичного центру учнівської молоді, Славутського і Шепетівського міських центрів еколого-натуралістичної творчості учнівської молоді та 154 опорних шкіл області з питань екологічної освіти і виховання, природоохоронної та дослідницько-експериментальної роботи школярів.
З 1994 року на базі ХОЕНЦУМ діє експериментальний майданчик НАПН України.

## Нагороди і відзнаки
Досвід хмельницьких натуралістів неодноразово презентувався на освітянських всеукраїнських і міжнародних конференціях, а також виставках в 2010-2015 роках, де заклад був відзначений рядом почесних грамот, дипломів, срібними медалями, почесними відзнаками «Заклад-новатор», «Флагман освіти і науки України», «Ніка», «Педагогічний оскар», а на методологічних семінарах НАПН України він був відзначений почесними грамотами Академії. 